# Film alveolar

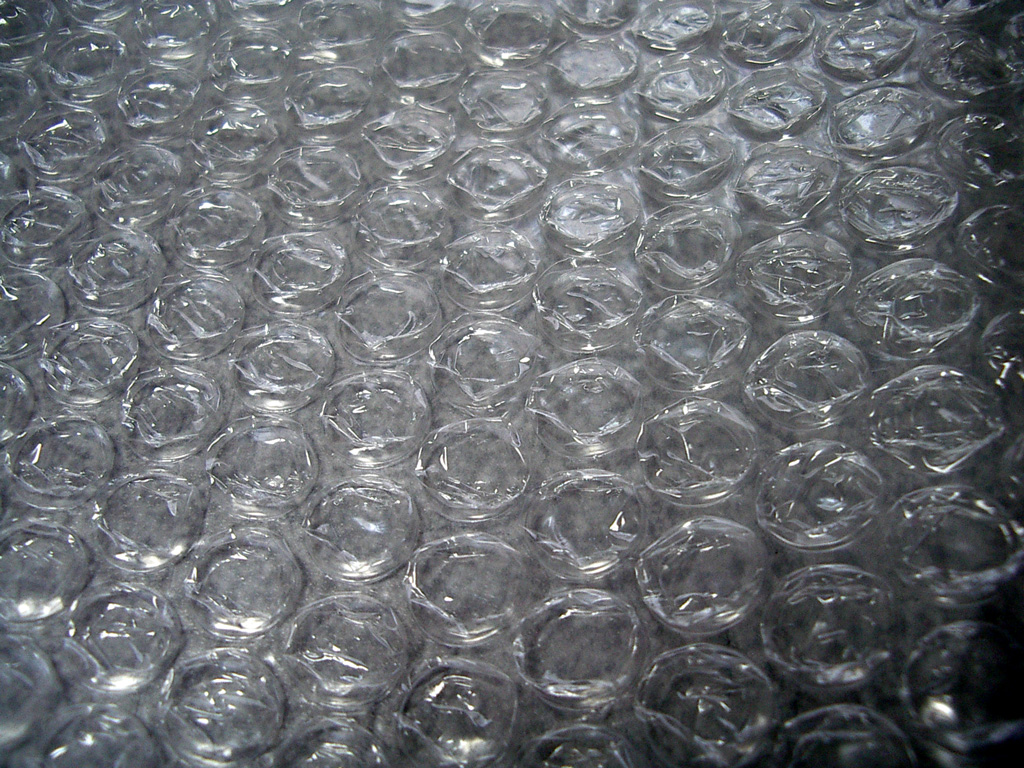
Plástico de burbujas

El film alveolar, también llamado coloquialmente plástico de burbujas o papel burbuja, es un material plástico flexible y transparente usado comúnmente para embalar artículos frágiles. Las bolsitas llenas de aire y espaciadas regularmente que sobresalen (las burbujas) proporcionan amortiguación a los artículos delicados o frágiles. El término inglés (Bubble Wrap) es una marca registrada originalmente por la Sealed Air Corporation, y se debe utilizar teóricamente solamente para los productos de esa compañía.
El filme alveolar fue creado por los ingenieros Alfred Fielding y Marc Chavannes en 1957. Como muchas innovaciones, fue accidental: los dos intentaban crear un papel pintado plástico texturado y con base de papel que pudiera ser limpiado fácilmente.
El material generalmente disponible se fabrica con las burbujas de aire en diversos tamaños, dependiendo del tamaño del objeto a embalar y del grado de amortiguación requerido. Pueden ir de 6 mm a 30 mm o más. Varias capas pueden ser necesarias para proporcionar protección contra impactos, mientras que una capa puede ser suficiente para proteger superficies. Además de la protección dada por las burbujas, el material plástico por sí puede ofrecer diferentes formas de protección para el objeto en cuestión. Por ejemplo, al transportar piezas y componentes electrónicos sensibles, se utiliza un tipo de envoltorio a base de plástico antiestático que disipa las cargas estáticas, de modo que protege los sensibles chips electrónicos de las descargas que puedan dañarlos. Recubierto con papel de aluminio el filme alveolar se utiliza como aislante térmico y acústico. Las burbujas pueden moldearse en cualquiera forma, incluso en forma de corazón, como lo hizo la empresa italiana Torninova en 1997.
El plástico de burbuja es utilizado por algunos como diversión o distracción, haciendo estallar las burbujas plásticas y escuchando el sonido que hacen. Esta práctica incluso ha creado una página web en la cual uno puede mover el ratón sobre las burbujas y oírlas estallar.

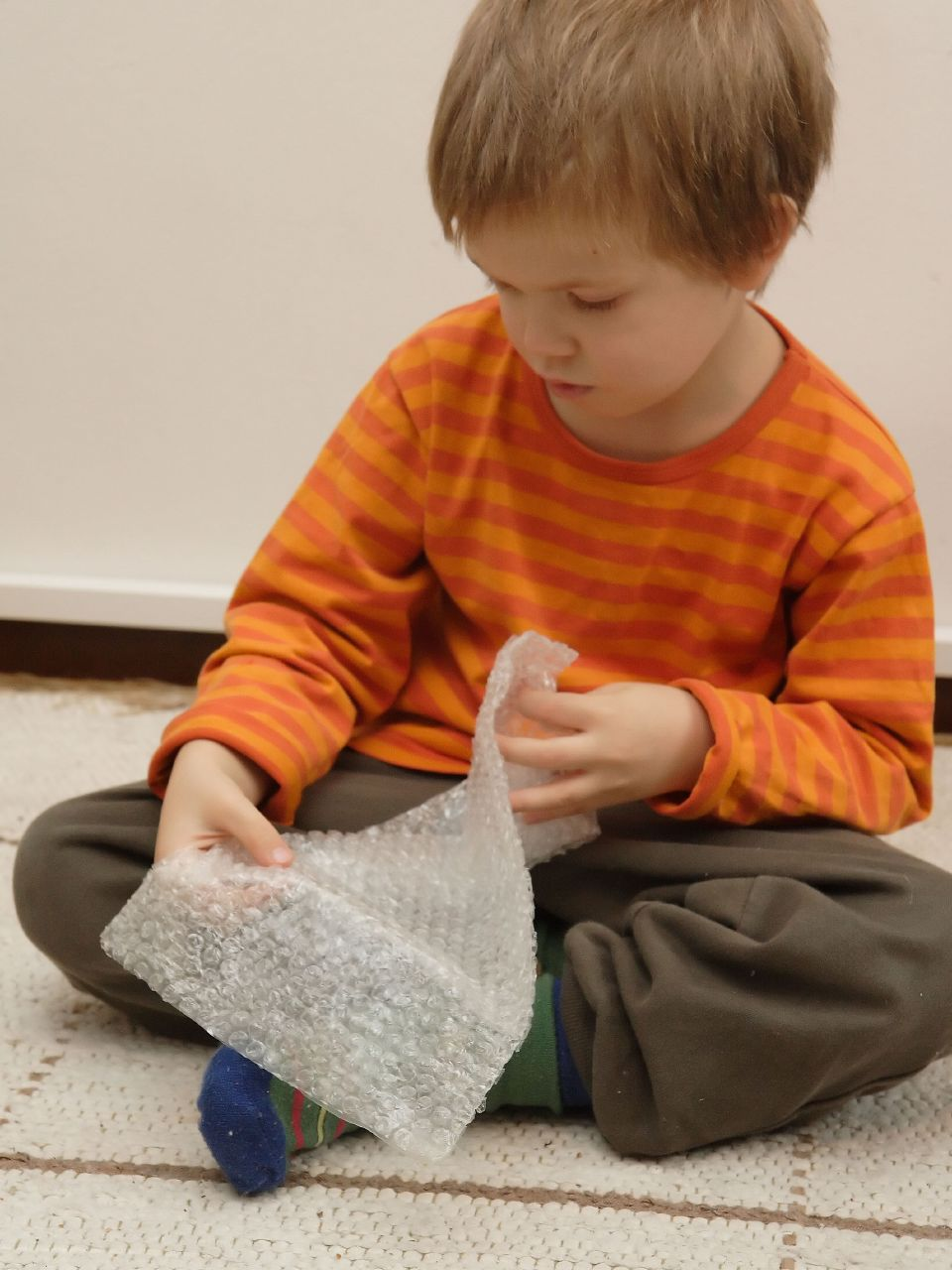
Un niño pequeño jugando a explotar las burbujas del plástico.